# サブテラニアン・マスカレード
サブテラニアン・マスカレード（Subterranean Masquerade）は、ギタリストのトメル・ピンクにより1997年に結成されたイスラエルのプログレッシブ・メタル・バンド。

## ディスコグラフィ

### スタジオ・アルバム
- Suspended Animation Dreams(2005年)
- The Great Bazaar(2015年)
- Vagabond(2017年)
- The Pros & Cons of Social Isolation(2020年)
- Mountain Fever(2021年)

### EP
- Temporary Psychotic State(2004年)
- Home(2013年)

### 参加コンピレーション・アルバム
- Cuts You Up – The Complete Dark 80's Covers Compilation(2000年)
- Dead Can Dance Tribute: The Lotus Eaters(2004年)